# Rolf Peterson
Rolf Peterson (né le 11 mai 1944 à Halmstad) est un kayakiste suédois qui a concouru du milieu des années 1960 à la fin des années 1970. Il participe à trois éditions des Jeux olympiques et remporte une médaille d'or aux Jeux olympiques d'été de 1964 et une médaille d'argent aux Jeux olympiques d'été de 1972 dans l'épreuve du K1 1000m.
Lors des Championnats du Monde de Canoë-kayak de 1970 et 1971, il remporte deux médailles d'or dans l'épreuve du K2 500m et une médaille d'argent dans l'épreuve du K2 1000m.

## Palmarès

### Jeux olympiques
- Jeux olympiques de 1964 à Tokyo,  Japon
  -  Médaille d'or
- Jeux olympiques de 1972 à Munich,  Allemagne
  -  Médaille d'argent

### Championnats du monde
- 1970 à Copenhague,  Danemark :  Médaille d'or en K2 500m
- 1970 à Copenhague,  Danemark :  Médaille d'argent en K2 1000m
- 1971 à Belgrade,  Serbie :  Médaille d'or en K2 500m